# (3874) Stuart
(3874) Stuart (1986 TJ1) – planetoida z pasa głównego asteroid okrążająca Słońce w ciągu 4,4 lat w średniej odległości 2,68 j.a. Odkrył ją Edward Bowell 4 października 1986 roku.